# Río Vipava

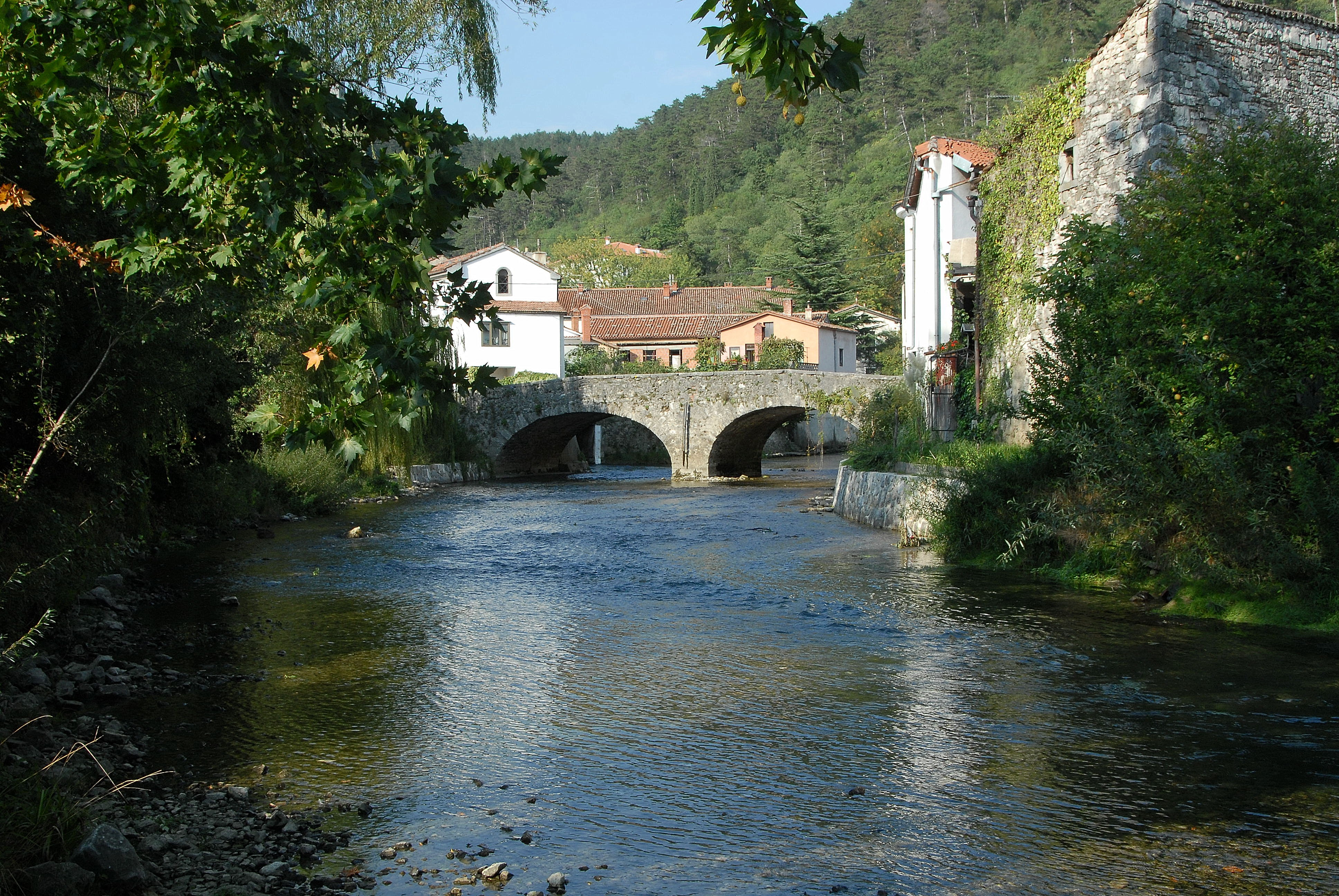
El río en la localidad homónima de Vipava

El río Vipava (en esloveno) o río Vipacco (en italiano) o Wipbach/Wippach (en alemán) es un río que fluye a través del oeste de Eslovenia y el noreste de Italia. El río tiene 44 kilómetros de largo pero incluyendo afluentes menores se extiende a unos 49 km. Después de entrar en Italia se une con el Isonzo/Soča en el municipio de Savogna d'Isonzo. Cerca de este río, que los romanos llamaban Frígidus (‘frío’) tuvo lugar la batalla del río Frígido.